# ヴィヴィアン (テレビ番組)
『ヴィヴィアン』は、1987年9月27日から1994年3月27日まで中京テレビで放送されていた情報番組・恋愛バラエティ番組である。放送時間は毎週日曜 22:30 - 23:24 （日本標準時）。

## 概要
OL層をターゲットに毎回様々な生活情報を発信していた番組で、毎回の企画のテーマには買い物・グルメ・恋愛・新婚生活といったOL層の興味を引きやすいものを選んでいた。また、視聴者から取ったアンケートの集計結果を基に企画を進めていくことも多かった。番組タイトルは、「ヴィヴィッドなアンテナ」を女性名風に略したものである。
司会は、関東を活動拠点とするラサール石井と関西を活動拠点とする円広志の2人が担当。ほか、歴代の女性アシスタント1人とWAHAHA本舗所属のタレント勢がその脇を固める形で出演していた。ゲストは柳葉敏郎、甲斐よしひろ、スターダストレビュー、平松愛理、鶴久政治、風間トオルといった全国区で名の知られた人物が中心で、中京圏のみで知られるローカルタレントが出演したという例はほとんど無かった。
当初はラサールたちが取材VTRやアンケートの集計結果などを基に、視聴者にアフター5の生活プランを提案するという主旨で行われていた。しかし、キワモノ芸を得意とするWAHAHA本舗のタレント勢をレギュラーに抱えていたこともあり、番組は徐々にバラエティ番組色が強くなっていった。司会のラサールと円も被り物や変装をしながら番組進行をすることが多くなっていったが、それでも一応OL層をターゲットにした毎回の企画の方針は遵守されていた。また、当初は生放送だったが、途中からラサールたちのスケジュールの調整が難しくなったことや、バブル崩壊の影響から全社で行われた予算削減対策などの煽りを受け、放送後期では2週に一度、生放送のある日に次週放送分も収録する1本生・1本収録のスタイルを取るようになった。これ以降、同日曜22:30枠の情報番組群（『P.S.愛してる!』→『PS』→『PS三世』）は全て収録で行われていた。
オープニングテーマは、1987年に発売された原由子（サザンオールスターズ）のソロ作品「あじさいのうた」。この曲は最終回まで使われ、番組の代名詞的な存在となった。ただし、番組宣伝CMにおいてはそれ以外の曲をBGMに使うことが多く、1992年2月の番宣では円広志の「大阪かい神戸かい」を、同年8月 - 1993年10月の番宣ではハイ・ファイ・セットの「ときめきより速く」を使用していた。オープニング後の提供クレジットでは、小森田実の「スウィート・マイ・ガール」をアレンジしたものが流れていた。

## 出演者

### 司会
- ラサール石井
- 円広志

### アシスタント
- 中村あずさ[1] - リポーターも兼任。
- 紘川淳
- 麻木久仁子[7]
- 大桃美代子
- 上沢由紀

### その他の主な出演者
- WAHAHA本舗所属のタレント勢 - 久本雅美、柴田理恵、梅垣義明らが出演。久本は当時、中京テレビ平日深夜の帯番組『ラジオDEごめん』にも出演していた。
- ピンクの電話

## スタッフ
- 音声：安藤正道
- 技術協力：中京テレビ映像企画、中京ビデオセンター
- 編集：佐藤和彦
- CG：アドホック
- 照明：中原英治、スター
- 美術：右高雅人、第一舞台
- スタイリスト：村田充子、Chez moi
- 音効：伊藤琢磨
- TK：新谷友梨
- ディレクター：平松茂生、栗田みな
- プロデューサー：伊豫田祐司
- 制作：逆瀬川治彦
- 制作著作：中京テレビ

## レギュラーコーナー
今週のアンテナ
中京圏在住のOL100人に電話を掛けて取ったアンケートの集計結果を基に実施していたコーナー。
給湯室劇場
OLの本音を演劇化したコーナー。
独身男性図鑑
社会的地位を持ち高収入、かつルックスのいい独身男性をピックアップしていたコーナー。

## 実施企画の例
- OLダービー
- ゲットバック・イン・ラブ
- 一発屋音楽祭 - クリスタルキングなどがゲストで出演。トリは円広志の「夢想花」を全員で熱唱した。
- お笑いライブ - 若手時代のキャイ〜ンや千原兄弟などもゲストで出演していた。
- 必見 名古屋名物ディスカウントショップ（1992年2月16日放送分）
- コテコテ関西企画（1992年3月22日放送分）
- 因縁の対決 尾張vs三河 平成嫁入りの乱 新婚生活の巻（1992年8月30日放送分）
- 仲秋の名月スペシャル OL恋愛俳句大賞（1992年9月13日放送分） - 放送開始5周年を記念して行われた公開録画回。ゲストは明石家さんま。

## テーマ曲

### オープニングテーマ
- あじさいのうた（原由子）

### エンディングテーマ
- 忘れないで（RiNA）
- Girl's Song （中島文明）
- MUSIC （円広志）
- ほか